# (6983) Komatsusakyo
(6983) Komatsusakyo ist ein Asteroid des Hauptgürtels, der am 17. Dezember 1993 vom japanischen Amateurastronomen Takao Kobayashi am Oizumi-Observatorium (IAU-Code 411) in der japanischen Präfektur Gunma entdeckt wurde.
Der Asteroid wurde am 21. September 2002 nach dem japanischen Science-Fiction-Schriftsteller Sakyō Komatsu (1931–2011) benannt, dessen wichtigste Romane Japan sinkt und Sayonara Jupiter verfilmt und auch im Westen veröffentlicht wurden.